# Around the World 1995–1999
Around the World 1995-1999 – kompilacja utworów z kilku koncertów linii Mk VII zespołu Deep Purple zarejestrowanych w latach 1995–1999. Album wydany został w roku 2000. Materiał muzyczny zarejestrowany przez kilka różnych stacji telewizyjnych,  pierwotnie wydany na kasecie VHS. Wydanie DVD uzupełniono kilkoma dodatkowymi utworami, nigdy wcześniej nie wydanymi.

## Lista utworów
| 1.  | "Child In Time" (Seul, 19 marca 1995)                               |  |
|     | - z DVD Bombay Calling (wydanie z roku 2004)                        |  |
| 2.  | "Anya" (Bombaj, 8 kwietnia 1995)                                    |  |
|     | - z DVD Bombay Calling (obydwa wydania)                             |  |
| 3.  | "Space Truckin'" (Bombaj 8 kwietnia 1995)                           |  |
|     | - z DVD Bombay Calling (obydwa wydania)                             |  |
| 4.  | "Speed King" (Moskwa, 22 czerwca 1996)                              |  |
|     | - z DVD New Live & Rare – The Video Collection 1984-2000            |  |
| 5.  | "Fireball" (São Paulo, 19 marca 1997)                               |  |
|     | - z DVD New Live & Rare – The Video Collection 1984-2000            |  |
| 6.  | "Bloodsucker" (Los Angeles, 30 stycznia 1998)                       |  |
|     | - z DVD New Live & Rare – The Video Collection 1984-2000            |  |
| 7.  | "Sometimes I Feel Like Screaming" (Los Angeles, 30 stycznia 1998)   |  |
|     | - nie wydane wcześniej na DVD                                       |  |
| 8.  | "No One Came" (San Jose, Kostaryka, 8 lutego 1998)                  |  |
|     | - z DVD New Live & Rare – The Video Collection 1984-2000            |  |
| 9.  | "When A Blind Man Cries" (San Jose, Costa Rica, 8 lutego 1998)      |  |
|     | - z DVD New Live & Rare – The Video Collection 1984-2000            |  |
| 10. | "Hush" (Stambuł, 2 czerwca 1998)                                    |  |
|     | - nie wydane wcześniej na DVD                                       |  |
| 11. | "Watching The Sky" (Bukareszt, 26 listopada 1998)                   |  |
|     | - nie wydane wcześniej na DVD                                       |  |
| 12. | "Fingers To The Bone" (Bukareszt, 26 listopada 1998)                |  |
|     | - nie wydane wcześniej na DVD                                       |  |
| 13. | "Lazy" (Sofia, 28 listopada 1998)                                   |  |
|     | - z DVD New Live & Rare – The Video Collection 1984-2000            |  |
| 14. | "Smoke On The Water" (Melbourne, 20 kwietnia 1999) wersja edytowana |  |
|     | - nie wydane wcześniej na DVD                                       |  |

## Wykonawcy
- Ian Gillan – śpiew
- Roger Glover – gitara basowa
- Jon Lord – organy, instrumenty klawiszowe, śpiew
- Steve Morse – gitara
- Ian Paice – perkusja

## Informacje dodatkowe
- "Sometimes I Feel Like Screaming" zarejestrowany został w Los Angeles House Of Blues 30 stycznia  1998. Pozostałe utwory z tego koncertu ukazały się na płytach New, Live & Rare i Total Abandon.
- "Hush"' ze Stambułu pochodzi z pierwszego dnia światowego tournée "Abandon". Film nakręcony z jednej kamery, z pewnej odległości ale pod dobrym kątem, lepszym niż większość podobnych ujęć podczas produkcji filmu.
- "Watching The Sky" i "Fingers To The Bone" zarejestrowane 26 listopada 1998 w Bukareszcie. Jakość filmu nie jest najlepsza ale doskonale oddaje atmosferę koncertu.